# 河內大劇院
河內大劇院（越南语：／?）是位於越南河內的一處始建於20世紀初的大型劇場建築，外型仿巴黎歌劇院為範本設計，被認為是一個典型的法國殖民時期的建築古蹟，也是法國人在殖民時期建造的三座歌劇院之一，另外兩個為海防歌劇院和胡志明市大劇院。
1995年至1997年，河內大劇院再經過修復後恢復了舊貌，如今歌劇院已是河內最重要的表演場所之一，被越南當地的藝術創作者視為古典藝術的殿堂。

## 歷史
河內大劇院於1901年6月7日動工興建，1911年完工，其初衷是上演西方戲劇，為法國殖民當局官員服務。越南上流社會也能入場觀看，但必須穿著禮服，購買昂貴的門票。後來，大劇院也舉辦過救濟災民，建設濟貧屋等慈善演出。1940年後，國內劇團也可以租場表演。
1945年，大劇院廣場舉行聲勢浩大的群眾集會，打響了越南八月革命的第一槍。隨後，越南第一屆國會會議等重大社會政治活動也在這裏舉行。

## 風格結構
大劇院在設計上融合了羅馬式建築、法國式建築，特別是法國城堡和巴黎歌劇院等各種建築風格，成為一座融貫歐陸的獨特工程。大劇院內設一座大型舞臺，八百七十座觀眾席，二層設多間貴賓包廂。

## 圖集

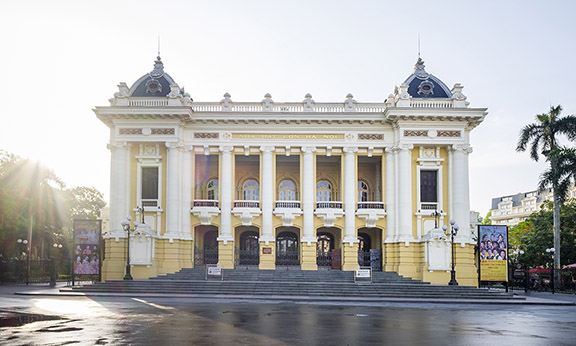
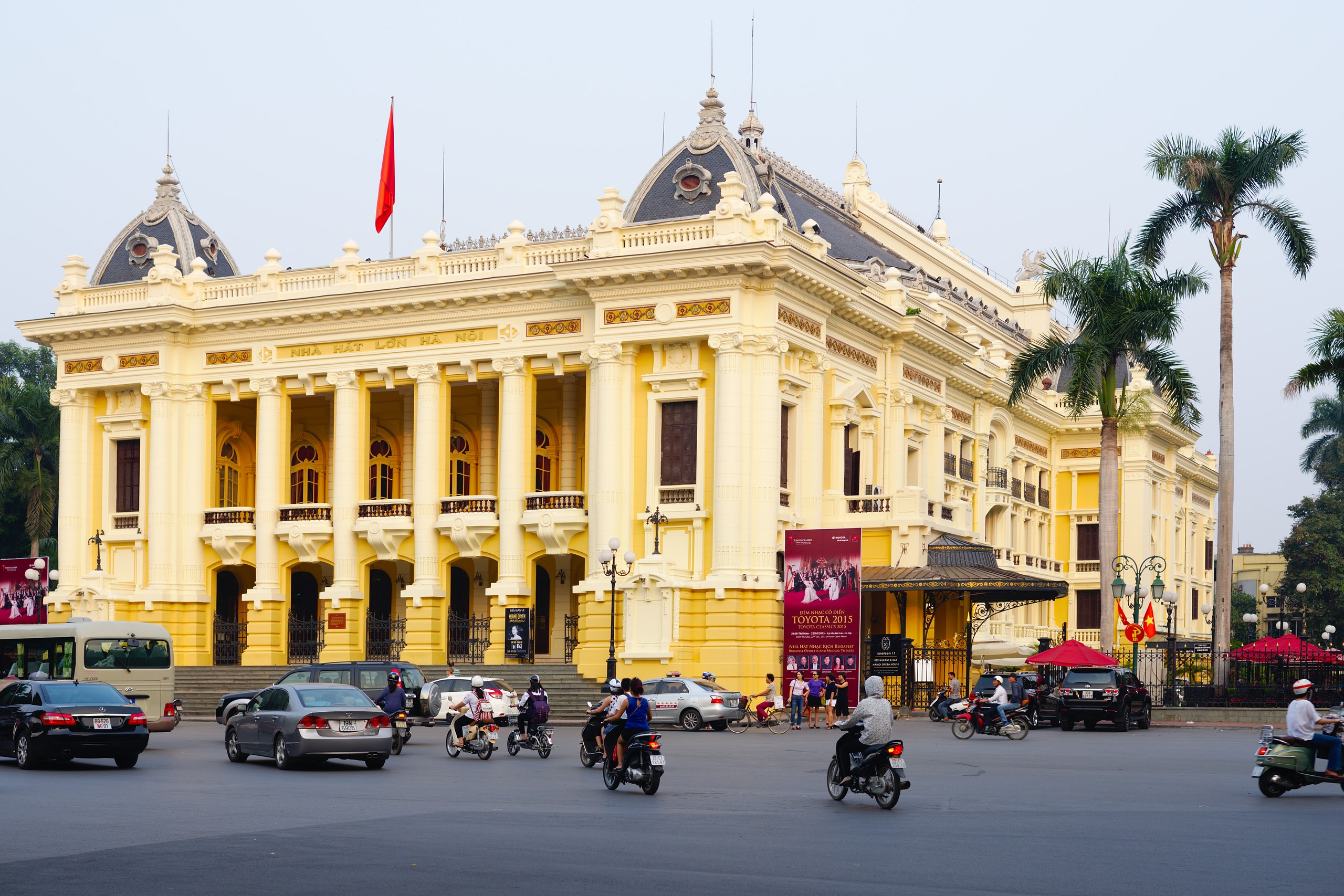
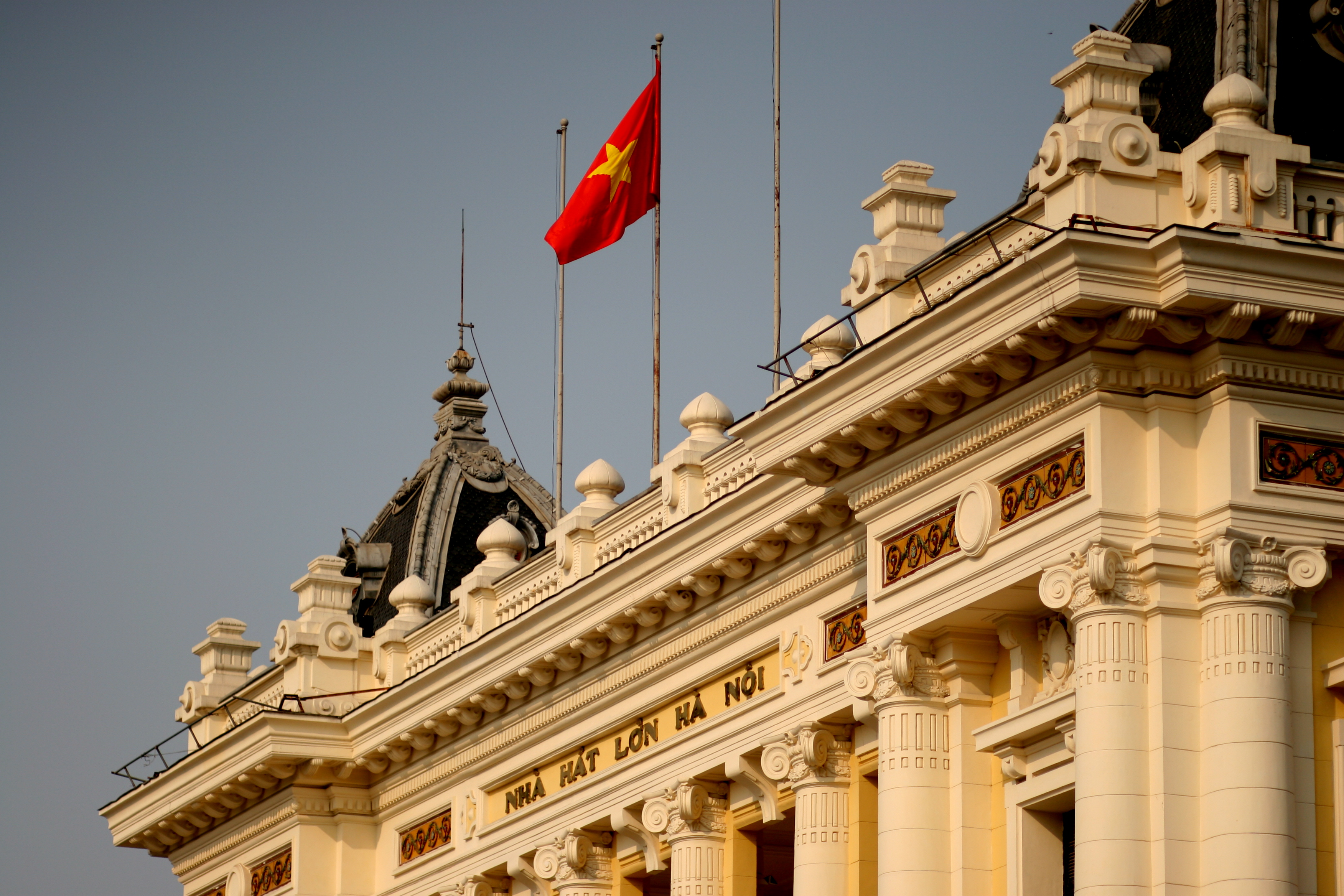
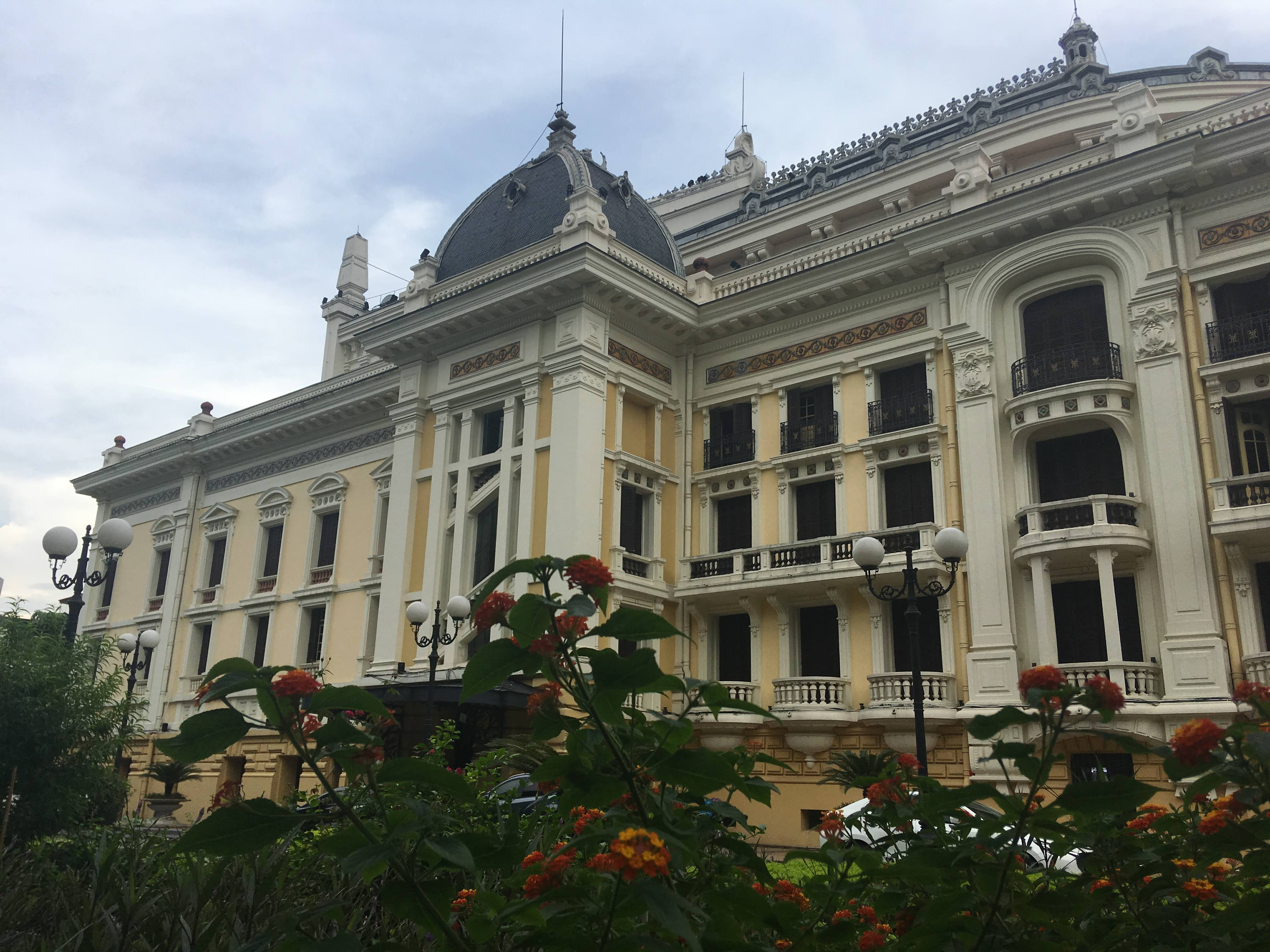
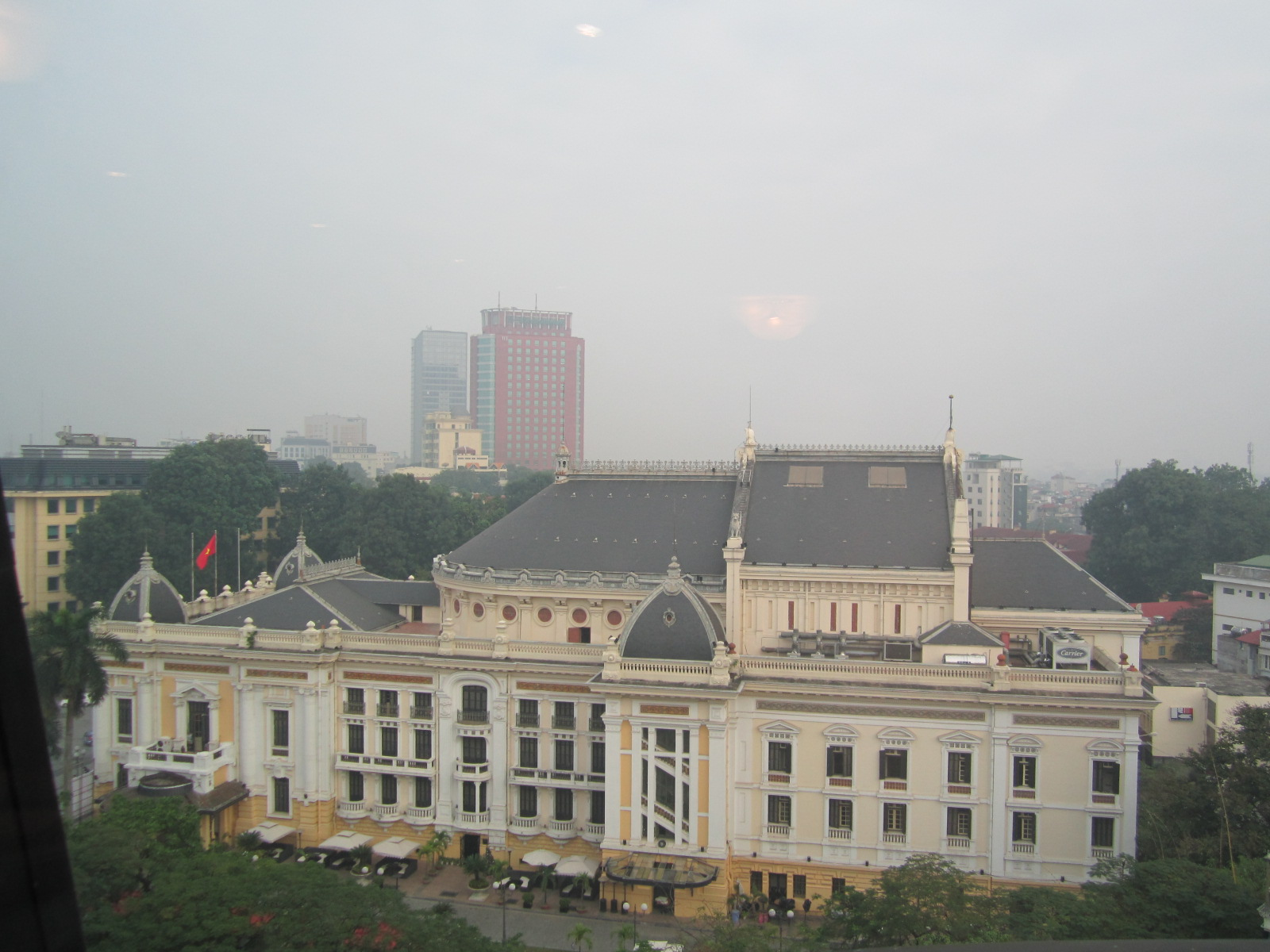
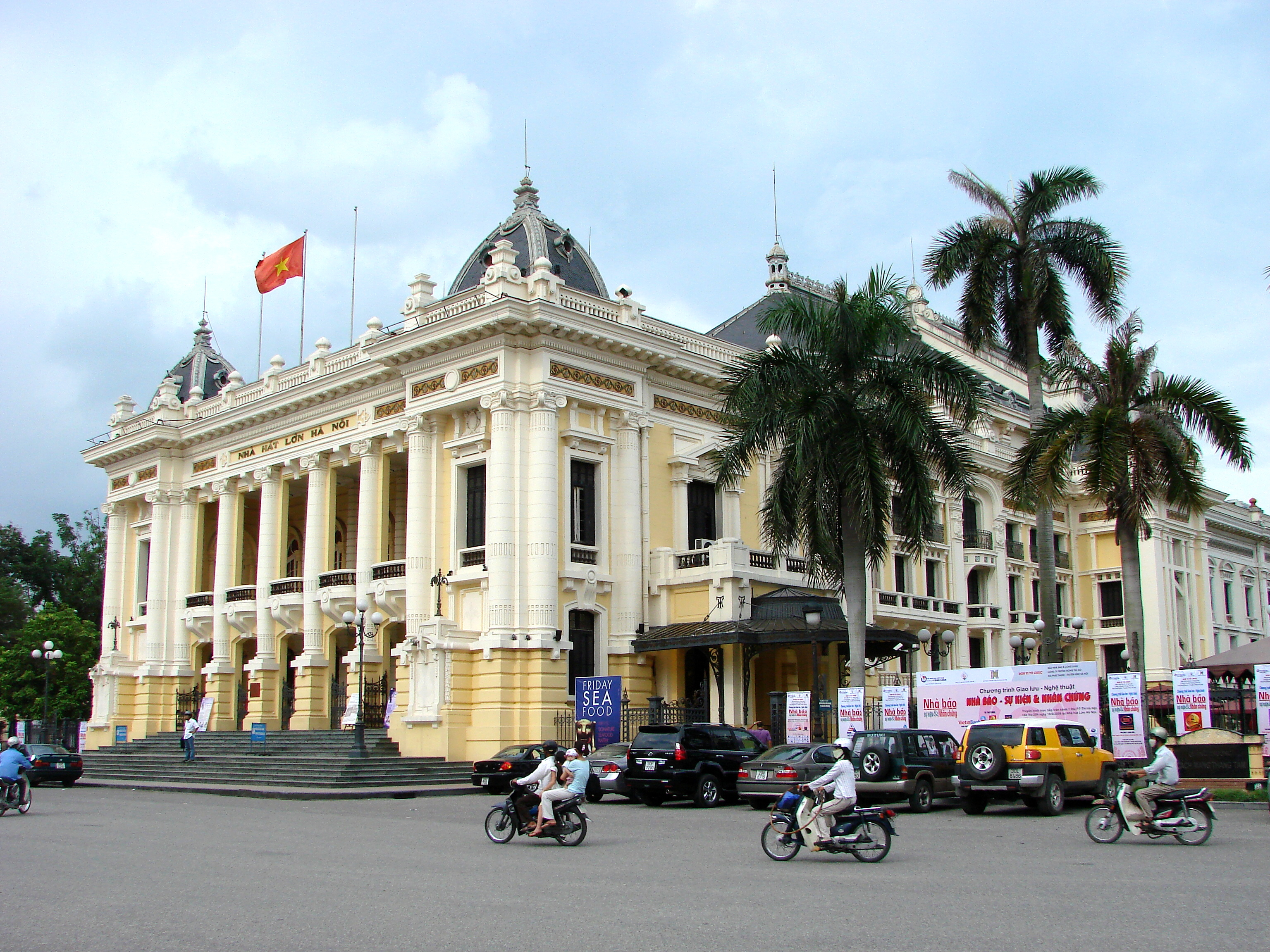
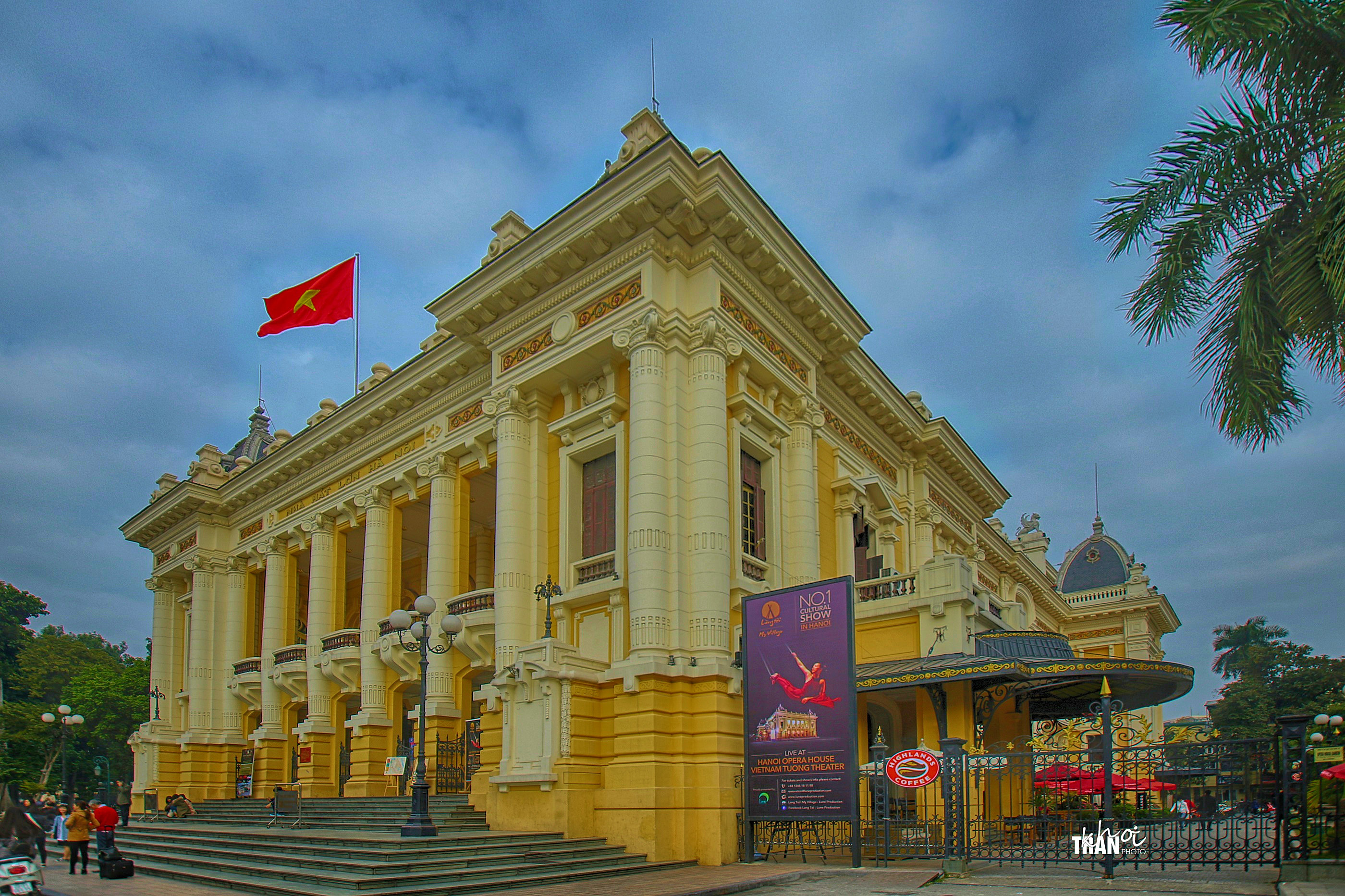
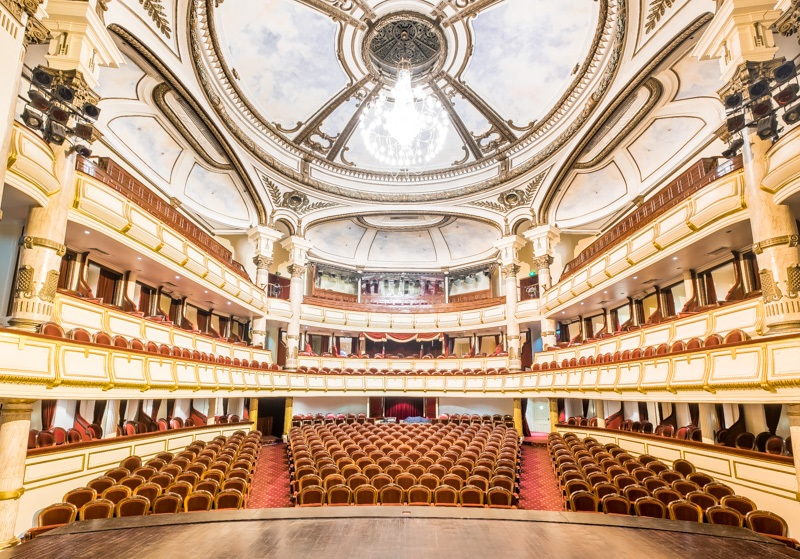
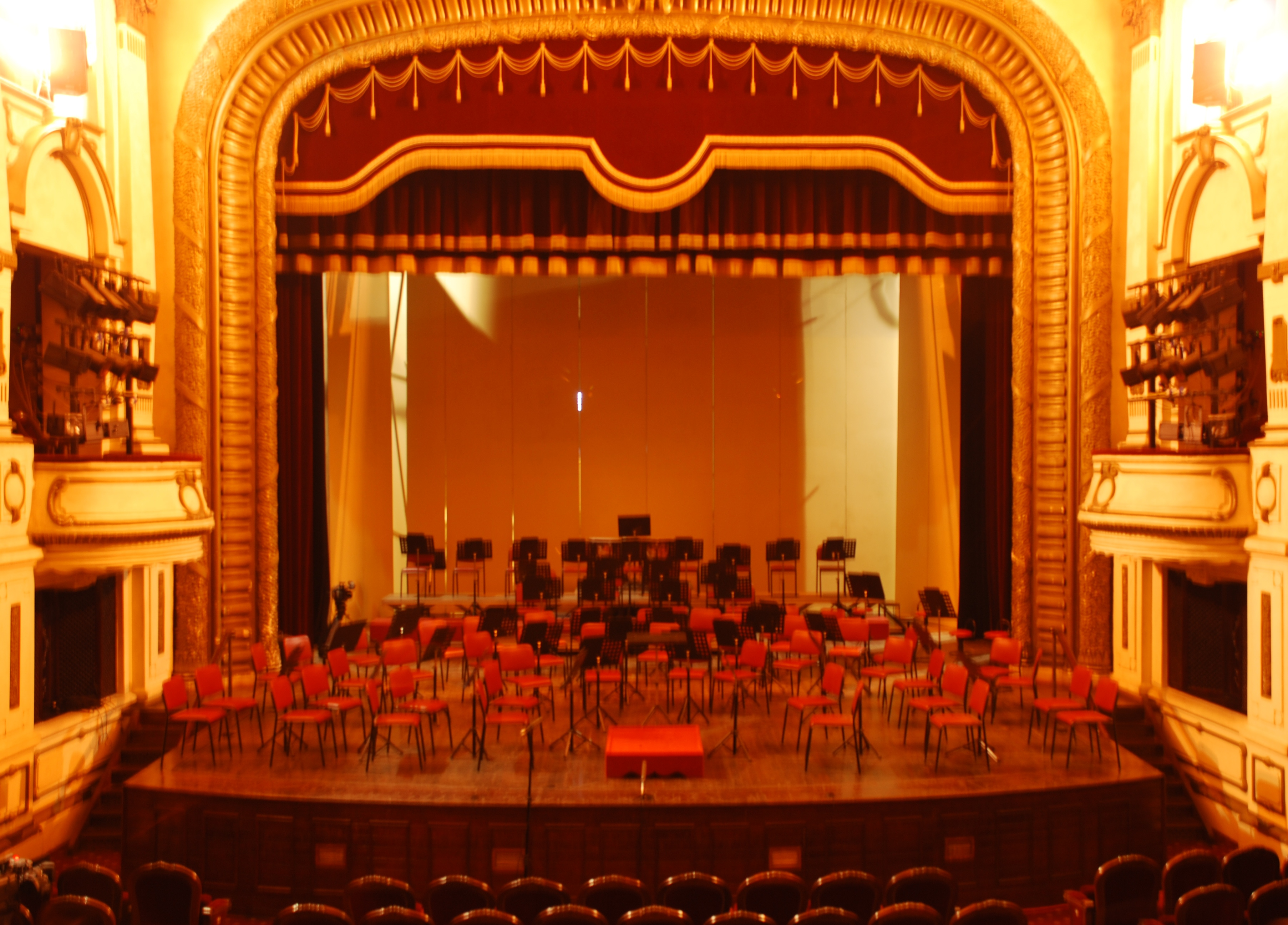
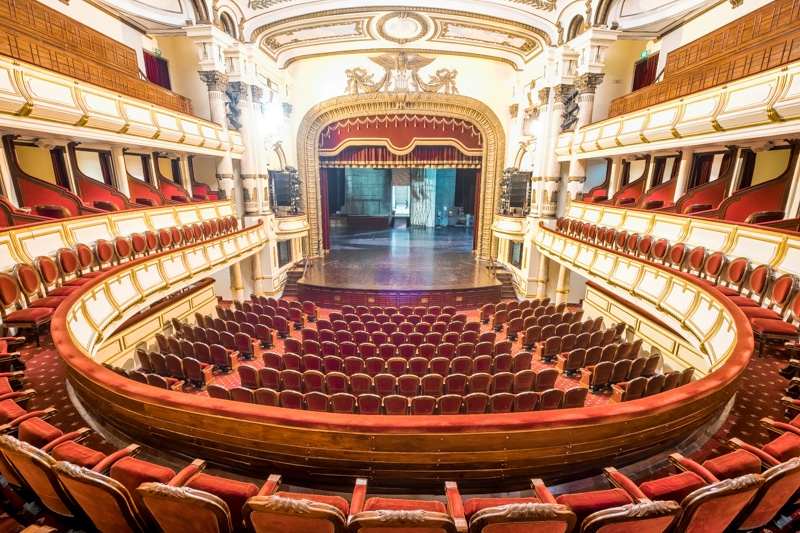
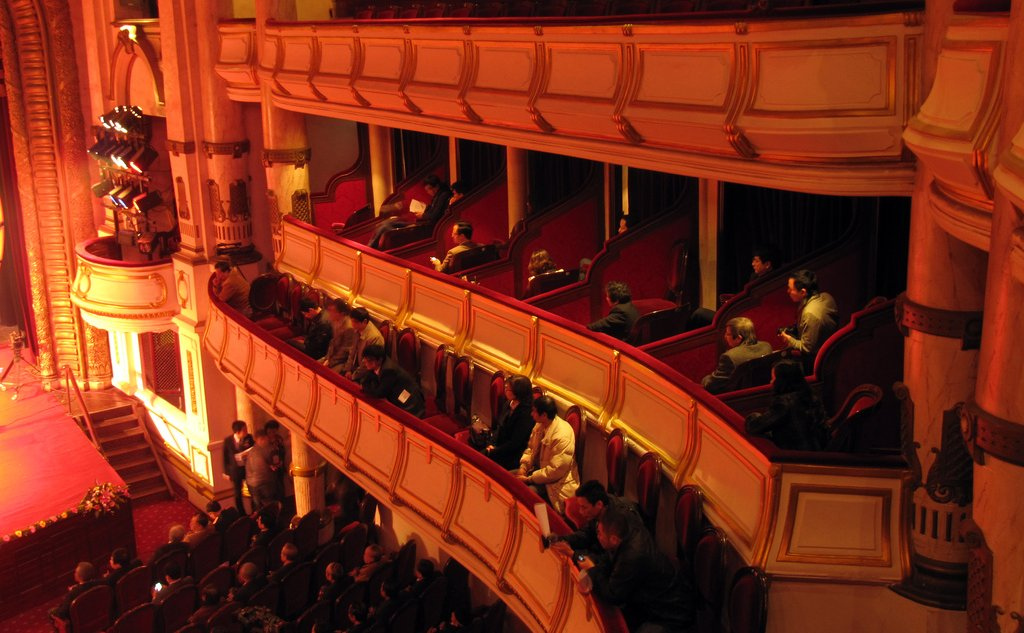
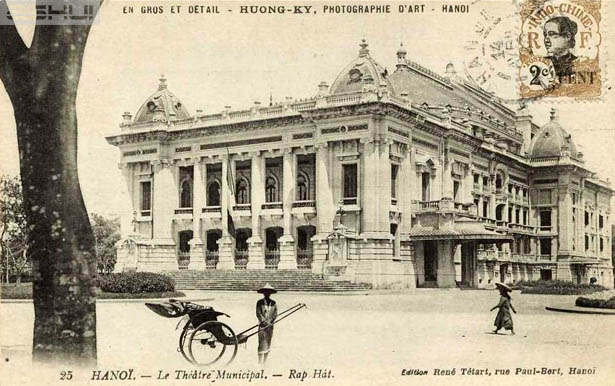

## 另見
- 海防歌劇院
- 胡志明市大劇院

## 外部連結
- Performance at Hanoi Opera House （页面存档备份，存于）
- Hanoi Opera House – A Witness of Vietnamese History （页面存档备份，存于）

21°01′27″N 105°51′28″E / 21.02417°N 105.85778°E